# Protestantyzm na Trynidadzie i Tobago
Protestantyzm na Trynidadzie i Tobago – wyznaje około 500 000 ludzi (37,8% populacji). Największe wyznania stanowią: ruch zielonoświątkowy (13,2%), ruch charyzmatyczny, anglikanizm (6,2%), adwentyzm (4,8%), prezbiterianizm (3%), baptyzm (1,1%) i metodyzm (0,8%). 

## Statystyki
Największe kościoły w kraju, w 2010 roku, według Operation World: 
| Kościół                                 | Liczba członków | Liczba wiernych | Procent ludności |
| Spiritual Baptist                       | 35 714          | 100 000         | 7,4%             |
| Kościół Anglikański                     | 33 200          | 83 000          | 6,2%             |
| Kościół Adwentystów Dnia Siódmego       | 38 235          | 65 000          | 4,8%             |
| Zbory Zielonoświątkowe                  | 10 000          | 65 000          | 4,8%             |
| Kościół Prezbiteriański                 | 13 986          | 40 000          | 3,0%             |
| Standardowy Kościół Otwartej Biblii     | 16 000          | 24 000          | 1,8%             |
| Kościół Boży (Cleveland)                | 9300            | 23 250          | 1,7%             |
| Kościół Poczwórnej Ewangelii            | 13 800          | 22 080          | 1,6%             |
| Konwencja Baptystyczna                  | 6000            | 12 000          | 0,9%             |
| Kościół Metodystyczny                   | 4100            | 10 250          | 0,8%             |
| Stowarzyszenie Ewangelicznych Baptystów | 1000            | 2380            | 0,2%             |